# Jakiw Holowazkyj

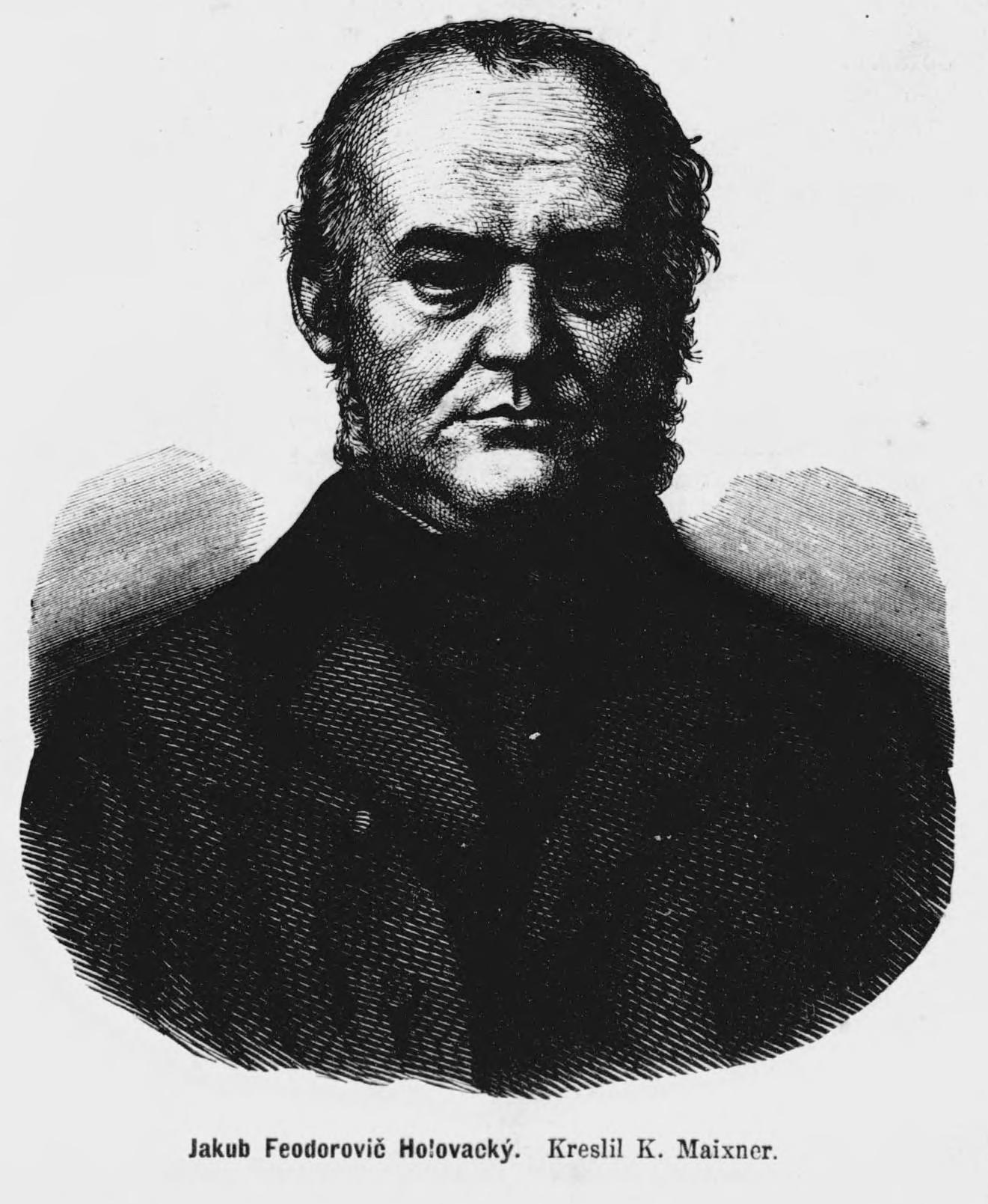
Jakiw Holowazkyj (1871)

Jakiw Fedorowytsch Holowazkyj oder Jakow Fjodorowitsch Golowazki  (ukrainisch Яків Федорович Головацький, russisch Я́ков Фёдорович Голова́цкий, polnisch Jakub Hołowacki; * 17.jul. / 29. Oktober 1814greg. in Tschepeli bei Brody, Königreich Galizien und Lodomerien, Kaisertum Österreich; † 1.jul. / 13. Mai 1888greg. in Wilna, Gouvernement Wilna, Russisches Reich) war Folklorist und Wissenschaftler der galizisch-russischen Volkskunde und Sprache, Dichter, Historiker und Professor der ukrainischen Sprache und Literatur sowie Rektor der Universität Lemberg. Zudem gilt er neben Markijan Schaschkewytsch und Iwan Wahylewytsch als Mitbegründer der literarischen Gruppe „Russkaja trojza“, d. h. „Russische (oder ruthenische) Dreieinigkeit“.
Holowazkyj war ein überzeugter Anhänger der Idee der Dreieinigkeit des russischen Volkes und vertrat die Auffassung, dass Galizien von Russen bewohnt sei und daher Teil des Russischen Reiches sein sollte. Aufgrund dieser Überzeugungen wurde er von den österreichischen Behörden verfolgt und sah sich gezwungen, ins Russische Reich überzusiedeln, wo er eine Stellung als Staatsbeamter annahm. In Russland wurde Holowazkyj Mitglied der Russischen Geographischen Gesellschaft und Ehrenmitglied der Moskauer Gesellschaft für russische Geschichte und Altertumskunde.

## Leben

### Herkunft und Familie
Jakiw Fedorowitsch Holowazkyj wurde am 29. Oktober 1814 im dichtbewaldeten Nord-Ost-Galizien in dem Dorf Tschepeli in der heutigen Oblast Lwiw geboren. Die Familie Holowazkyj hat ihre Wurzeln in der Stadt Mykolajiw. Sein Großvater väterlicherseits, Iwan, war Bürgermeister von Nikolajew. Sein Vater Fedor (* 1782 in Nikolajew) war Priester der orthodox-katholischen Kirchenunion. Als Kind besuchte er die örtliche Grundschule, ging später in die Mittelschule von Lemberg und studierte dort anschließend Philosophie und Theologie. Später wurde Fedor ein strenger, aber doch sehr liebender Vater. Jakiws Mutter Fekla Wasiljewna Jakimowitsch war die Tochter eines Priesters und eine sehr fürsorgliche Ehefrau. Sie widmete sich voll und ganz der Erziehung ihrer zehn gemeinsamen Kinder, von denen drei noch in den ersten Lebensjahren starben. Als der zweitälteste überlebende Sohn der Familie hatte Holowazkyj fünf Brüder und eine Schwester. Dennoch freuten sich die Großeltern mütterlicherseits, die in Feklas Heimatort Turja lebten, wenn die Enkelkinder zu Besuch kamen. Deren Großmutter nannte sie oft „meine Derdasiki (russisch дердасики) aus Lwiw“. „Derdasiki“ ist die damalige Bezeichnung für Deutsche.
Seine eigene Familie gründete Jakiw Fedorowitsch Holowazkyj 1841, als er Maria Andrejewna Buratschinskaja heiratete. Das Ehepaar hatte sechs gemeinsame Kinder, die mit ihrem Vater ihr Leben lang zufrieden waren. Sie beschrieben ihn als sehr höflichen, ruhigen und ausgewogenen Mann, der Konflikte und Streitigkeiten stets zu vermeiden versuchte. Holowazkyj seinerseits bemühte sich, seine Lebenserfahrungen und sein praktisches Wissen an den eigenen Nachwuchs weiterzugeben. Manchmal durfte eine seiner Töchter sogar fertige Arbeiten ihres Vaters auf sauberes Papier bringen. Mit seiner Ehefrau Maria spielte Jakiw gern Schach.

### Bildung
Im Gegensatz zu seinem Bruder Nikolaj, der ein polnisches Kindermädchen hatte, wurde Jakiw Holowazkyj von einem russischsprachigen Kindermädchen aufgezogen, da die Mutter der Auffassung war, dass Kindern das Erlernen des Polnischen, Deutschen und anderer Sprachen leichter fallen würde als die russische Aussprache. Im Alter von fünf Jahren begann die Mutter, ihren Kindern Lesen und Schreiben beizubringen. 1820 brachte der Vater ihn gemeinsam mit seinem älteren Bruder in eine Schule in Lemberg. Dort erkrankte er jedoch so schwer, dass er seine Schulbildung aussetzen musste und für ein Jahr in sein Heimatdorf zurückkehrte, wo sein Vater ihm kirchenslawisch lesen beibrachte, jedoch nicht das Schreiben, da er dies selbst nicht beherrschte. 1923 ging er zurück zur Schule in Lemberg, wurde jedoch auf Anraten des Direktors Krammer in die zweite Klasse zurück versetzt, wo er in einer Klassengemeinschaft von 120–150 Jungen ausgebildet wurde. Nachdem in einer Vertretungsstunde beim Direktor deutsche Wörter an die Tafel geschrieben wurden und Holowazkyj diese als Einziger übersetzen konnte, wurde er vom Grammatiklehrer Weiss weiter gefördert und in der zweiten und dritten Klasse einer der Besten des Fachs, sodass er in beiden Schuljahren als Prämie Bücher erhielt. Als sein Bruder Nikolaj ins Krankenhaus musste, wurden Iwan und Jakiw von einem Hauslehrer unterrichtet. Weiterhin beschäftigten sie sich selbst zusätzlich so intensiv mit der deutschen Rechtschreibung, dass sie im zweiten Schuljahr das Diktat fehlerfrei schrieben. In den Prüfungen in der zweiten und dritten Klasse erreichte Jakiw hinter seinem Bruder Iwan den zweiten Prämienplatz, der ihm deutsche Kinderbücher in mehreren Bänden einbrachte. In dieser Zeit begann er, viel zu lesen und sich selbst weiterzubilden, insbesondere in der griechischen und römischen Mythologie.
1925 wechselte er an das zweite Gymnasium, auch Dominikanisches Gymnasium genannt, an dem der Unterricht ausschließlich in deutscher Sprache stattfand. Sein Lieblingsfach war lateinische Grammatik, wogegen er in Geographie, Mathe und Geschichte Schwierigkeiten hatte. Durch vermehrte Freizeitaktivitäten verschlechterten sich seine Schulnoten, sodass er nur noch wenige sehr gute Leistungen aufweisen konnte, die für eine Prämie nicht mehr genügten.
Während und infolge einer literarischen Hilfsarbeit beim Sohn seines Vermieters, Ludwig, vertiefte er sich zunehmend in Bücher, die er aus der Universitätsbibliothek Lemberg, des Ossolineums in Lemberg und aus dem Freundes-/Bekanntenkreis bezog.
Er brachte sich selbst die russische Schreibschrift bei, die er einer Tabelle der deutsch-russischen Grammatik von Heym entnahm. Eigenem Wortlaut zufolge stellte dies für ihn eine neue Offenbarung dar.
In den höheren Klassenstufen des Gymnasiums verbesserte er sich im lateinischen Sprachunterricht so sehr, dass er dort hauptsächlich lateinisch und seltener deutsch sprach. Auch in anderen Fächern lernte er eher praktisch und gab weniger den Wortlaut der Lehrer wieder, was dazu führte, dass diese ihm selten die volle Punktzahl erteilten.
Durch den Austausch mit masurischen Gymnasiasten höherer Klassen über deren Heimat und Sprache bekam Holowazkyj den Wunsch, slawische Mundarten und Lebensweisen kennenzulernen.
1831/32 schloss er das Gymnasium ab und schrieb sich an der Philosophischen Fakultät der Universität Lemberg ein. Unterstützt wurde er durch ein ihm gewährtes Stipendium in Höhe von 80 Gulden jährlich aus dem religiösen Fond.
Auch an der Universität las er während der Vorlesungen Bücher über vornehmlich russische und slawische Linguistik.
Als 1834 Graf Jan Tarnowski Studenten suchte, die des Kirchenslawischen und Russischen mächtig waren, wurden Holowazkyj und sein Freund Wagilewitsch ausgewählt, um altslawische und altrussische Schriften zu untersuchen und zu beschreiben. Im Frühjahr ließen sie sich an der Universität entschuldigen und führten auf ihrem Weg durch Galizien ethnographisch-linguistische Studien durch.
Zurück an der Universität musste Holowazkyj feststellen, dass er zu lange abwesend war und wiederholte das Studienjahr, wobei er dann zusätzliche fakultative Fächer wählte, z. B. Polnische Sprache oder Polnische Literatur.
Im selben Jahr wechselte er zunächst an die Koschitzer Akademie, an der er das erste Jahr absolvierte, und anschließend an die Universität Budapest.
1835 kehrte er nach Lemberg an die Philosophische Fakultät zurück, die er 1841 erfolgreich abschloss.

### Tod
Holowazkyj war ein gesunder und kraftvoller Mann, obwohl er sich selten schonte. Ende April 1888  holte er sich eine Lungenentzündung und erlitt nach einer Woche am 1.jul. / 13. Mai 1888greg. den plötzlichen Tod. Dieses Ereignis erschütterte die große Masse der Bevölkerung und ging parallel zu Herzen seiner Familie, Freunde und Verehrer. Bestattet wurde Holowazkyj am 2.jul. / 14. Mai 1888greg. auf dem orthodoxen Friedhof in der litauischen Hauptstadt Vilnius.

## Schaffen
Schon seit seiner Jugend sammelte Holowazkyj in Transkarpatien Volkslieder, Volksglauben und Sprichwörter und untersuchte das ländliche Alltagsleben und die historische Vergangenheit des transkarpatischen Volkes.
Holowazkyj war einer der Ersten, der kroatische und serbische Lieder ins Ukrainische übersetzte.
Als Schriftsteller war Holowazkyj Romantiker und Lyriker. In seinen Werken stellte er deutlich die Wirkung der Volkskunst dar. Das Gedicht Tuha za rodynoju wurde schnell zum Volkslied erhoben, welches insbesondere in der Westukraine sehr bekannt wurde.
Vesna, ein weiteres Gedicht, gibt die Bereitschaft und Willenskraft junger galizischer Patrioten wieder, für das Volk zu arbeiten.
Holowazkyj schrieb nicht nur Poesie, sondern auch Prosa: Überarbeitungen von Volksmärchen, Sprichwörtern, Anekdoten und Fabeln, z. B. Rak i Vorona, Vovk i babyni Teljata, Dvi Myšky, Džmil’ ta Bdžola etc.
Auch war Holowazkyj als Übersetzer tätig. So übertrug er z. B. die dramatische Balladen  Zavyst’, Smert’ mylych, Zaručena z vojevodoju Stepanom, Asan-Agynycja, Dam’’jan i jeho ljubka aus dem Serbischen.
Mit M. Schaschkewytsch und I. Wahylewytsch gründete er eine literarische Gruppe namens „Ruska trijzja“.
Zudem zeichnete er sich als bedeutender Publizist aus. Zusammen mit Schaschkewytsch arbeitete er 1834 am Sammelband Zorja. 1836–1837 war er verantwortlich für den Druck des Almanaches Rusalka Dnistrovaja. Dies führte aber dazu, dass er sein ganzes Leben lang von der Regierung unter Beobachtung stand. Der Almanach spielte eine große Rolle in der literarischen Entwicklung der Galizier.
1841 verlegte Holowazkyj den Sammelband der galizisch-ukrainischen Sprichwörter.
1846–1847 publizierte er zusammen mit seinem Bruder Iwan zwei Bände der literarischen Sammelbände Vinok rusynam na obžynky. Diese beinhalten unter anderem Werke von Schaschkewytsch und anderen galizischen Schriftstellern wie I. Kotljarewskyj, Petro Hulak-Artemowskyj, L. Borowikowskyj, A. Metlynskyj, M. Kostomarow, S. Pysarewskyj, O. Schpyhozkyj sowie Arbeiten von kroatischen und serbischen Folkloren.
In der Revolutionszeit 1848 verteidigte Holowazkyj die damals national unterdrückten galizischen Ukrainer. Deswegen veröffentlichte er 1846 den Artikel Über die Zustände der Russinen in Galizien in Jahrbücher für slavische Literatur, Kunst und Wissenschaft unter dem Pseudonym Hawrylo Rusyn. In diesem Artikel verurteilt Holowazkyj die Leibeigenschaft, die nationale Unterdrückung, verspottet die hohe Beamtenschaft und die Kirchenväter für deren Gier und Habsucht. Die Ausgabe mit diesem Artikel wurde sogleich verboten. Einige Ausgaben gelangten aber trotzdem in die Hände der Lemberger Seminaristen, die es schafften, den Artikel 150 Mal zu reproduzieren. Das galizische Volk war von Holowazkyjs Artikel sehr überzeugt.
In den wissenschaftlichen Arbeiten vertrat Holowazkyj die Gesamtheit der ukrainischen Sprache für das nördlich des Dnepr, in Galizien und in Transkarpatien lebende Volk. Er war der Meinung, dass das Ukrainische unter den slawischen Sprachen sehr wichtig und bedeutungsvoll sei. Holowazkyj verbreitete die ukrainische Literatur unter den galizischen Lesern und betonte dabei ihre kulturelle Bedeutung.
Der vierbändige Sammelband Narodni pisni Halic’koji i Uhors’koji Rusi leistete einen großen Beitrag zur ukrainischen Literatur. Er wurde 1878 in Čtenija Moskovskogo obščestva istorii i drevnostej veröffentlicht.
Zu den wichtigen Werken von Holowazkyj zählen auch seine Arbeiten: Rozprava o jazyci južnorus’kim i jeho naričijach, Try vstupytel’niji prepodavanija o rus’kij slovesnosti, historische Forschungen wie Velyka Chorvatija, abo Galyc’ko-Karpats’ka Rus’ und seine Forschungen als Volkswissenschaftler.
1844 kam sein umfangreiches und bedeutendes geografisches Wörterbuch Geografičeskij slovar’ zapadnoslavjanskich i južnoslavjanskich zemel’ i priležaščich stran, welches zusätzlich eine geografische Karte beinhaltete, heraus. Holowazkyj selbst war der Ansicht, dass das Wörterbuch sehr beachtenswert und wichtig für die Schulbildung, Selbstbildung und den Tourismus sei.

## Mitgliedschaften, Auszeichnungen und Ehrungen (Auswahl)
- Ehrenmitglied des Moskauer Vereins der Geschichte und Altertumskunde Russlands (1866)
- Mitglied in der Kaiserlichen Russischen Geographischen Gesellschaft (heute: Russische Geographische Gesellschaft)
- Goldene Medaille der Kaiserlichen Russischen Geographischen Gesellschaft
- Große Silberne Medaille der Gesellschaft für Anthropologie und Ethnografie in Moskau
- Ernennung zum ordentlichen Mitglied des Moskauer Archäologischen Verbandes
- Ehrendoktorgrad des Russischen Schrifttums an der Nationalen I. I. Metschnikow Universität Odessa
- Ehrenmitglied des Verbandes des Russischen Schrifttums
- Ehrenmitglied des Verbandes der Naturwissenschaft der Anthropologie und Ätiologie in Moskau
- Goldene Medaille des Ortes Uwarowo für seine Auseinandersetzung mit dem Buch Stanislaw-August Ponjatkowski in Hrodna und Litauen in den Jahren 1794–1797 von Michail de-Pule
- Uwarow-Preis in Höhe von 500 Rubel für seine Arbeit Narodnye Pesni Galizkoj i Ugorskoj Rusi (deutsch: Volkslieder der galizischen und Karpatenukraine)

Für die Darbringung des Geographischen Wörterbuchs Westslawischer und Südslawischer Ländereien und angrenzender Länder zum Landsherren erhielt er eine Belohnung in Form eines Ringes, der mit Rubinen und Brillanten besetzt ist.

## Werke
- Rusalka Dnistrovaja. 1837.
- Velyka Chorvatija, abo Galyc’ko-Karpats’ka Rus’. 1841.
- Vinok rusynam na obžynky. 1846/47.
- Rozprava o jazyci južnorus’kim i jeho naričijach. 1849.
- Gramatika ruskogo jazyka. 1849.
- Lehrbuch der Geometrie für die Unterrealschulen mit eingeschalteter Terminologie in ruthenischer Sprache. 1856.
- Galičanin. 1863.
- Naukovyj sbornik Galicko-Russkoj Matycy. 1865, 1866, 1868.
- Bibliografičeskie nachodki vo L’vove. 1873.
- Narodni pisni Halic’koji i Uhors’koji Rusi. 1878.
- Geografičeskij slovar’ zapadnoslavjanskich i južnoslavjanskich zemel’ i priležaščich stran. 1884.
- Perežitoe i perestradannoe. 1885/86.[2]